# Mini-DVI
Il connettore Mini-DVI è utilizzato da Apple come interfaccia video compatta tesa a sostituire il connettore Mini-VGA presente sui precedenti notebook. Il connettore Mini-DVI è molto più compatto del connettore DVI ma è più grande del connettore μ-DVI utilizzato dai notebook più piccoli.
Il connettore Mini-DVI è pienamente compatibile DVI-I Single link supportando sia connessioni analogiche che digitali oltre alla segnalazione EDID tramite il canale DDC. 
Questo connettore è stato introdotto per permettere una connessione ad un monitor esterno (sia analogico che digitale) anche sui notebook dove le dimensioni di un connettore DVI creano dei problemi di integrazione. Di serie, Apple fornisce un adattatore DVI-D con alcuni notebook dotati di questo connettore. Questo ha creato diversi problemi fra gli utenti perché non è sufficiente adottare un adattatore DVI-VGA per connettersi ad un monitor analogico. È necessario acquistare un convertitore specifico Mini-DVI / VGA venduto separatamente se questo non è incluso nella confezione e non un avattatore DVI / VGA.
Come detto in precedenza il connettore Mini-DVI è solamente single link quindi non può essere utilizzato per risoluzioni video che necessitano di segnalazioni che vanno oltre 1920x1200 @60 Hz.
È stato sostituito nei modelli più recenti dal connettore Mini DisplayPort, successivamente integrato nell'interfaccia Thunderbolt.